# 江碧波
江碧波（1939年—），女，原籍浙江镇海，生于贵州毕节，中国版画家，四川美术学院教授，曾任中国美术家协会理事。